# Futbol a Jordània
El futbol és l'esport més popular a Jordània. És dirigit per l'Associació de Futbol de Jordània.

## Història
El futbol va ser introduït al país durant l'època de l'Imperi Otomà, per part de mariners anglesos. No obstant, sota el govern de l'autocràtic Abdul Hamid II, el futbol fou prohibit fins 1908. Després de la Primera Guerra Mundial augmentà la seva popularitat. La primera lliga del país va ser creada el 1944. El primer partit de la selecció fou jugat a Egipte el 1953, on derrotà Síria per 3 a 1.

## Competicions

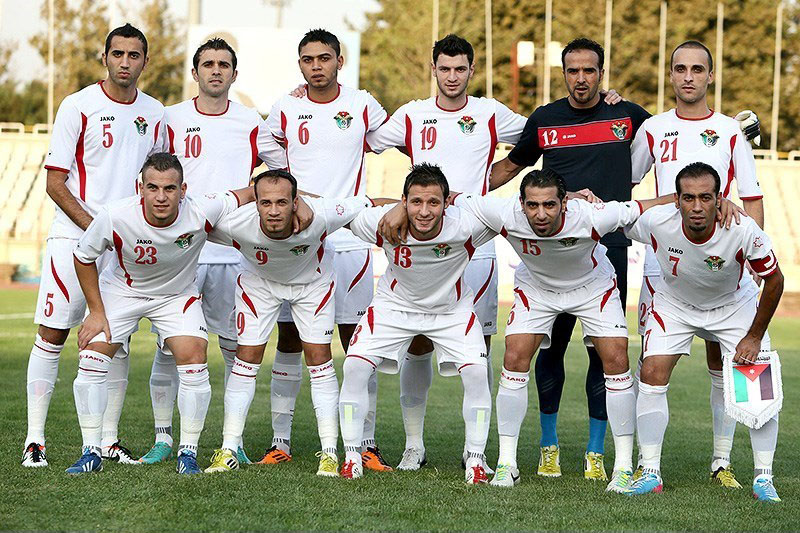
Selecció de Jordània el 2015.

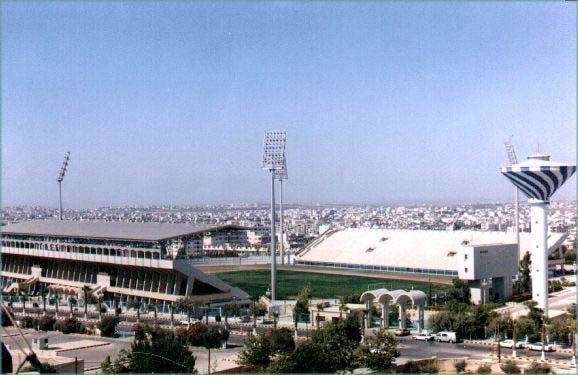
Estadi Al-Hassan.

- Lligues:
  - Lliga jordana de futbol
- Copes:
  - Copa jordana de futbol
  - Escut jordà de futbol
  - Supercopa jordana de futbol

## Principals clubs
Clubs amb més títols nacionals a 2021.
- Al-Faisaly SC Amman
- Al-Wehdat SC Amman
- Al-Ramtha SC Irbid
- Al-Ahli SC Amman
- Al-Jazeera Club Amman
- Shabab Al-Ordon Club
- Al-Hussein SC Irbid
- Amman Sports Club
- Al-Arabi Club Irbid
- That Ras Club
- Al-Yarmouk FC Amman
- Al-Jalil Club Irbid

## Jugadors destacats
Fonts:
Des de 1990
- Abdullah Abu Zema
- Jamal Abu Abed

Des de 2000
- Faisal Ibrahim
- Amer Deeb

Des de 2010
- Amer Shafi

## Principals estadis
| # | Estadi                       | Capacitat | Ciutat |
| - | ---------------------------- | --------- | ------ |
| 1 | Estadi Internacional d'Amman | 17.619    | Amman  |
| 2 | Estadi Príncep Mohammed      | 15.000    | Zarqa  |
| 3 | Estadi Rei Abdullah II       | 13.000    | Amman  |
| 4 | Estadi Al-Hassan             | 12.000    | Irbid  |